# Linda Gustavson
Linda Lee Gustavson, później McGuire (ur. 30 listopada 1949 w Santa Cruz) – amerykańska pływaczka. Trzykrotna medalistka olimpijska z Meksyku.
Specjalizowała się w stylu dowolnym i w Meksyku zdobyła w tym stylu po jednym medalu każdego koloru: złoto w sztafecie 4 × 100 m kraulem, srebro na 400 m oraz brąz na 100 m. Była rekordzistką świata.

## Starty olimpijskie (medale)
Meksyk 1968
- 4 × 100 m kraulem –  złoto
- 400 m kraulem –  srebro
- 100 m kraulem –  brąz